# Eudonia tyrophanta
Eudonia tyrophanta là một loài bướm đêm trong họ Crambidae.